# El Kharga Airport
El Kharga Airport är en flygplats i Egypten. Den ligger i guvernementet Al-Wadi al-Jadid, i den centrala delen av landet, 500 km söder om huvudstaden Kairo. El Kharga Airport ligger 58 meter över havet.
Terrängen runt El Kharga Airport är platt. Trakten runt El Kharga Airport är nära nog obefolkad, med mindre än två invånare per kvadratkilometer. Närmaste större samhälle är Al Khārijah, 5,1 km sydväst om El Kharga Airport. Trakten runt El Kharga Airport är ofruktbar med lite eller ingen växtlighet.